# 拉杜·巴兰
拉杜·巴兰（羅馬尼亞語：Radu Bălan；1936年5月24日—1995年2月14日），罗马尼亚共产党中央政治执行委员会候补委员、中央书记处书记，罗马尼亚国家计划委员主席。

## 生平
1936年，出生于雅洛米察县克泽内什蒂。
1954年，在日乌河谷煤矿和卡兰塞贝什“五一”煤炭公司当工人。
1957年，任罗马尼亚劳动青年联盟卡兰塞贝什区委员会委员和区委组织书记。
1956年，入党。
1957年，任罗马尼亚劳动青年联盟卡兰塞贝什“五一”煤炭公司委员会委员、罗马尼亚劳动青年联盟卡兰塞贝什市委员会常务委员、罗马尼亚劳动青年联盟蒂米什瓦拉州委员会检查委员会委员。
1960年，任罗马尼亚劳动青年联盟卡兰塞贝什区委员会常委会指导员。
1961年，任罗马尼亚劳动青年联盟卡兰塞贝什区委员会第一书记。
1963年，任罗马尼亚劳动青年联盟巴纳特州委员会宣传鼓动事务书记、罗马尼亚劳动青年联盟巴纳特州委员会第一书记。
1964年，为罗马尼亚工人党巴纳特州委员会候补委员。
1965年，晋升为罗马尼亚工人党巴纳特州党委委员。
1968年，任罗共蒂米什县委员会委员和罗马尼亚共产主义青年团蒂米什县委员会第一书记。
1973年，任罗共蒂米什县委员会宣传鼓动部部长。
1977年，任罗共蒂米什县委员会宣传鼓动事务书记。 11月，任罗马尼亚共产党蒂米什瓦拉市委员会第一书记兼蒂米什瓦拉市人民委员会执行委员会主席。
1981年，任罗共胡内多阿拉县委员会第一书记兼胡内多阿拉县人民委员会执行委员会主席。
1982年，在罗共全国代表会议上当选为罗马尼亚共产党中央委员。
1985年，在罗共中央“斯特凡·乔治乌”社会政治学院进修深造。
1987年，任罗共中央委员会书记处书记。
1988年，任罗马尼亚社会主义共和国国家计划委员会主席、罗马尼亚社会主义共和国国防委员会委员。6月，在罗共中央委员会全体会议上晋升为罗共中央政治执行委员会候补委员。
1989年，罗共十四大，为罗共中央委员、中央政治候补执委。12月，发生罗马尼亚革命。
1990年，他以涉嫌参与镇压蒂米什瓦拉事件的罪名被逮捕。
1991年，被布加勒斯特最高法院军事法庭一审以“谋杀和谋杀未遂罪”判处有期徒刑23年。
1995年，因癌症去世。